# Robin Oester
Robin Oester (* 8. November 1999) ist ein Schweizer Leichtathlet, der sich auf den Mittelstreckenlauf spezialisiert hat.

## Sportliche Laufbahn
Erste internationale Erfahrungen sammelte Robin Oester im Jahr 2017, als er bei den U20-Europameisterschaften in Grosseto mit 1:54,73 min in der ersten Runde im 800-Meter-Lauf ausschied. 2021 schied er bei den U23-Europameisterschaften in Tallinn mit 1:50,50 min im Vorlauf aus und auch bei den Halleneuropameisterschaften in Istanbul kam er mit 1:50,40 min nicht über die Vorrunde hinaus. Im August belegte er bei den World University Games in Chengdu in 1:49,51 min den fünften Platz.
In den Jahren 2021 und 2022 wurde Oester Schweizer Meister im 800-Meter-Lauf im Freien sowie 2018, 2020 und 2023 in der Halle.

## Persönliche Bestzeiten
- 600 Meter: 1:16,78 min, 19. August 2023 in Regensdorf
  - 600 Meter (Halle): 1:17,00 min, 4. Februar 2023 in Magglingen (nationale Bestleistung)
- 800 Meter: 1:47,40 min, 5. August 2023 in Chengdu
  - 800 Meter (Halle): 1:48,92 min, 19. Februar 2022 in Frankfurt am Main